# Amadeus I. (Savoyen)

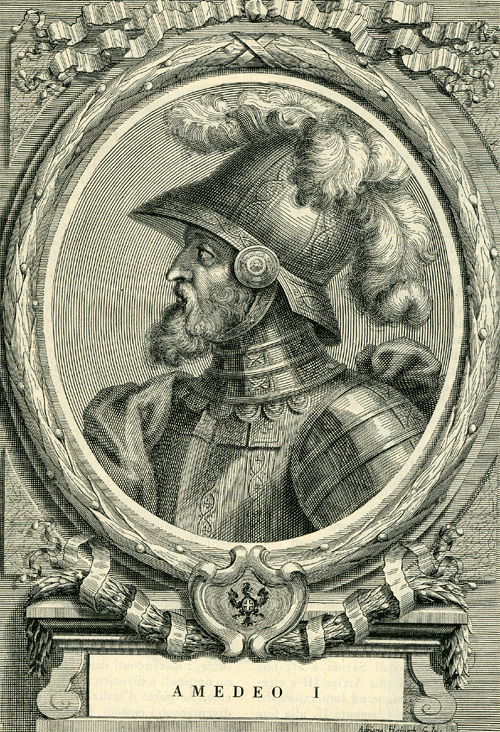
Amadeus I. von Savoyen, Stich von 1701

Amadeus I. von Savoyen (genannt: der Schwanz; * um 1030; † 1051) war von 1048 bis 1051 Graf von Savoyen.
Er war der älteste Sohn von Graf Humbert I. und der Anzilla von Lenzburg. Er heiratete Adelheid (auch Adila oder Adelegida).
Den Beinamen Schwanz führte er, weil er mit großem Gefolge auftrat.
Er hatte drei Kinder
- Humbert († vor 1051)
- Aymon († 1060), Bischof von Belley
- Thiberge ⚭ 1) um 1053 Ludwig I. († 1060) Herr von Faucigny, ⚭ 2) Gérold († 1080), Graf von Genf.

Bei seinem Tod war sein ältester Sohn und Erbe bereits gestorben, deshalb wurde sein jüngster Bruder Otto sein Nachfolger als Graf von Savoyen.